# Antun Sorkočević
Antun Sorkočević (auch Antonio Sorgo; * 25. Dezember 1775 in Ragusa; † 14. Februar 1841 in Paris) war ein kroatischer Komponist, Sachbuchautor und Diplomat. 
Sorkočević wurde von seinem Vater Luka Sorkočević ausgebildet und studierte von 1789 bis 1791 in Rom. Danach ging er als Gesandter der Republik Ragusa nach Paris, wo er auch nach dem Verlust der Selbstständigkeit seiner Heimatstadt (1808) blieb. Er wurde hier Mitglied der Academie Celtique, einer archäologischen Gesellschaft, und veröffentlichte u. a. die Memoire sur la langue et le moeurs des peuples slaves.
Neben vier Sinfonien und fünf Ouvertüren komponierte Sorkočević zwei Triosonaten und eine Klaviersonate zu vier Händen, mehrere Psalmen, zwei Tantum ergo und weitere Vokalwerke.